# Collapse (groupe)
Pour les articles homonymes, voir Collapse.
Collapse un groupe de metal industriel français.

## Biographie
Collapse est formé à la fin de 1994 par Amadou Sall (ex-membre de Treponem Pal) et Pierre Gutleben. Trois ans après leur formation, en 1997, le groupe publie son premier album studio, intitulé Back and No Return. De son côté, Amadou forme le groupe de dub industriel Primitive, au sein duquel il collabore avec Marco Neves de Treponem Pal pur uniquement un maxi vinyle éponyme de quatre titres publié en 1997 au label Hammerbass. En 1999, Collapse sort son deuxième album studio, Inbreeding, qui comprend dix titres. Le duo y développe « un style très personnel, entre transe tribale et dérives urbaines, sur des textes inspirés, entre autres, par le cinéma de science-fiction. »
En 2002, le groupe se consacre à l'enregistrement d'un nouvel album intitulé Humans. À cette période sans contrat, Collapse termine très l'album et démarre la promotion de l'album à travers des interviews et concerts. Cependant, Pierre quitte Collapse pour des raisons professionnelles. Amadou décide de réenregistrer Humans dans son intégralité qui sort en 2004. Sall produit seul l'album suivant, Embryo, qui sort en avril 2006. Collapse sort son quatrième album, In Despair en 2010.

## Discographie
- 1997 : One Back and No Return
- 1999 : Inbreeding
- 2000 : Link
- 2004 : Humans
- 2006 : Embryo
- 2010 : In Despair